# Centro de Mando y Seguridad
El Centro de Mando y Seguridad o Centro de Mando de Seguridad (CEMAS) es un centro operativo del Departamento de Seguridad del Palacio de la Moncloa encargado de la seguridad física del Complejo de la Moncloa así como de la coordinación y planificación de los dispositivos de seguridad establecidos para el presidente del Gobierno y resto de autoridades protegidas por el departamento.
El CEMAS fue inaugurado en el año 1996 e incorpora una amplia red de comunicaciones seguras internas y hacia el exterior con diferentes organismos como la Policía Nacional, la Guardia Civil, la Dirección General de Tráfico, el Ayuntamiento de Madrid, el 112 y el Ministerio de Defensa.
Es un centro operativo las 24 horas del día y dividido en tres salas: sala de crisis, sala de reuniones y sala de operaciones. Todo el personal del centro, al depender del Departamento de Seguridad, son miembros de las Fuerzas y Cuerpos de Seguridad del Estado y de las Fuerzas Armadas.